# Leptodactylus apepyta
Leptodactylus apepyta es una especie de anfibio del género Leptodactylus, ubicado en la familia de los leptodactílidos. Habita en ambientes húmedos en sabanas y bosques xerófilos en regiones templado-cálidas a cálidas del centro de Sudamérica.

## Taxonomía
Descripción original
Esta especie fue descrita originalmente en el año 2019 por los zoólogos Rosio G. Schneider, Dario E. Cardozo, Francisco Brusquetti, Francisco Kolenc, Claudio Borteiro, Célio F. B. Haddad, Nestor G. Basso y Diego Baldo. Fue reconocida mediante el uso de múltiples fuentes de evidencia: molecular, morfología externa, coloración, osteología, bioacústica y comportamiento.
Localidad tipo
La localidad tipo referida es: “Las Lomitas en las coordenadas: 24°32′44.1″S 60°38′33.3″O / -24.545583, -60.642583, a una altitud de 142 msnm, departamento Patiño, Formosa, Argentina”.
Holotipo
El ejemplar holotipo designado es el catalogado como: LGE 8114; se trata de un macho adulto, que fue capturado el 29 de enero de 2014, por  D. Baldo, J. M. Boeris, F. Brusquetti y J. Grosso. Se encuentra depositado en la colección de herpetología del Laboratorio de Genética Evolutiva (LGE), Instituto de Biología Subtropical, Facultad de Ciencias Exactas, Químicas y Naturales, Universidad Nacional de Misiones, UNaM-Conicet, ubicada en la ciudad de Posadas, provincia de Misiones, Argentina.
Etimología
Etimológicamente, el término genérico Leptodactylus se construye con la palabra del idioma griego leptos, que significa ‘delgados’ y la palabra en latín dactylus que es ‘dedos’. El epíteto específico apepyta es un sustantivo indeclinable, construido a partir de dos palabras del idioma guaraní, apé, que significa ‘parte posterior del cuello’, ‘dorso’ y pytã, que se traduce como ‘rojo’, en referencia al intenso color dorsal rojizo-ladrillo que presentan los especímenes vivos, tanto los adultos como los juveniles.

### Relaciones filogenéticas y caracterización
Dentro del género Leptodactylus, L. apepyta pertenece al grupo de especies “fuscus”. En el análisis de secuencias parciales de genes de ADNr mitocondrial, se encontró que es altamente divergente (> 3 % de distancia genética en 16S) respecto a su especie hermana, L. mystacinus, dentro de la cual sus poblaciones fueron consideradas hasta su descubrimiento. L. apepyta se separa por la siguiente combinación de estados de caracteres: una ancha franja negra desde la punta del hocico hasta la inserción de la extremidad anterior, bajo dicha franja, y entre el área del borde del labio superior, presenta una distintiva franja clara; el tímpano es oscuro, pequeño y circular y está contenido por un anillo timpánico también oscuro; aspecto corporal robusto visto desde arriba; patrón de color distintivo, caracterizado por una superficie dorsal (desde cerca de las narinas hasta las proximidades de la cloaca) homogéneamente canela o rojiza (con pequeñas manchas oscuras) coloración que repite sobre las extremidades; 1 o 2 pares de pliegues dorsolaterales, con distintivas e ininterrumpidas franjas oscuras —que coinciden con el par superior— e interrumpidas franjas oscuras en los pliegues dorsolaterales de los flancos; muslo, tibia y tarso con barras anchas, difusas y oscuras; índice cefálico 0,77 a 0,95 (cabeza más ancha que larga). Además exhibe algunas diferencias osteológicas en nasales y prevómeros, un tamaño corporal moderado (46,80 a 61,41 mm en machos y 51,67 a 66,21 mm en hembras) y un comportamiento reproductivo del macho también distinto, ya que sus vocalizaciones de llamada a la hembra las emite posado sobre troncos caídos y ramas de árboles próximas al suelo.

## Distribución y hábitat
Esta especie se distribuye en la región biogeográfica conocida como el Gran Chaco sudamericano. Por el norte alcanza la Provincia Ñuflo de Chaves, departamento de Santa Cruz, en el centro de Bolivia (en ambiente de Chiquitanía); por el oriente no supera el río Paraguay en Paraguay, teniendo como límite oriental al departamento de Presidente Hayes; el límite austral lo alcanza en el centro de Santiago del Estero y el sur de Tucumán, en la Argentina; por el oeste penetra en ambiente de yungas en el departamento Palpalá, provincia de Jujuy. Habita en biotopos húmedos dentro de una matriz de sabanas y bosque chaqueño occidental, con escasos registros en áreas ecotonales del Chaco húmedo (Pirané, provincia de Formosa).